# Сунде, Петер
Петер Сунде Колмисоппи (норв. Peter Sunde Kolmisoppi; 13 сентября 1978, Уддевалла, Швеция) — шведский компьютерный эксперт, участник «пиратского» движения, известен как один из основателей The Pirate Bay. Имеет гражданство Финляндии и Норвегии.

## Жизнь
В 2003 году вместе с Готтфридом Свартхольмом и Фредриком Неем основал торрент-трекер The Pirate Bay, где исполнял роль публичного лица. Баллотировался в Европарламент от Пиратской партии Финляндии; на выборах он набрал около 3000 голосов.
В 2009 году на судебном процессе над основателями The Pirate Bay был приговорен к году тюрьмы и крупному штрафу. В течение нескольких лет оспаривал вынесенный приговор сначала в апелляционном суде Свеаланда (приговор был сокращен до 8 месяцев, но сумма штрафа увеличена), затем в Верховном суде Швеции (жалоба была отклонена) и ЕСПЧ. С 2010 года разыскивался Интерполом (по данным шведских СМИ, проживал в это время в Германии).
В 2010 году основал систему микроплатежей Flattr. Является одним из героев документального фильма TPB AFK.
31 мая 2014 года был арестован шведской полицией. Был отправлен в тюрьму Västervik Norra для отбытия срока по делу Pirate Bay.
10 ноября 2014 года стало известно, что Сунде вышел на свободу. Он провел в тюрьме 5 месяцев.